# Daddy’s Cadillac
Daddy’s Cadillac (Originaltitel: License to Drive) ist eine US-amerikanische Filmkomödie aus dem Jahr 1988.

## Handlung
Der 16-jährige Les Anderson fällt durch die langerwartete Führerscheinprüfung. Um trotzdem Mercedes Lane beeindrucken zu können, schleicht er sich nachts aus dem Haus und entwendet den Cadillac seines Großvaters. Bei diesem Ausflug verursacht Mercedes eine kleine Delle am Fahrzeug. Les fährt zu seinem Freund Dean, der sie ausbessert, ihn aber dazu überredet, eine Spritztour mit dem Wagen zu unternehmen.

## Hintergrund
Der Film spielte nach seinem Kinostart am 8. Juli 1988 geschätzte 22,4 Millionen US-Dollar in den USA ein. In Deutschland wurde der Film nach seinem Kinostart am 13. April 1989 von 149.663 Kinobesuchern gesehen.
Billy Oceans Lied Get Outta My Dreams, Get into My Car war Bestandteil des Soundtracks. Das Musikvideo enthielt Szenen aus dem Film.

## Auszeichnungen
Sowohl Feldman als auch Haim wurden bei den Young Artist Awards als Beste Hauptdarsteller in einem Spielfilm ausgezeichnet.
Heather Graham wurde für ihre Leistung als Beste Hauptdarstellerin in einem Spielfilm nominiert.

## Kritiken
„Daddy’s Cadillac ist überdurchschnittliche Sommerunterhaltung, vor allem wenn er sich mit der Sehnsucht der jungen Helden, hinter das Steuer zu kommen, beschäftigt.“

„Einfallslos inszenierte und wenig überzeugend gespielte Teenager-Komödie, die unverhohlen den Fetisch Auto feiert und jede kritische Distanz zur Konsumhaltung Jugendlicher vermissen läßt.“

„Der Film war ein sporadisch lustiger Unsinn über einen Jungen, der bei der praktischen Fahrprüfung durchfällt, aber die Oldtimer-Karre seines Großvaters klaut, um ein Mädchen zu beeindrucken.“

## Synchronisation
Die deutschsprachige Synchronisation des Films entstand durch die Deutsche Synchron Film GmbH in Berlin. Verfasser des Dialogbuchs war Benjamin Völz, Dialogregie führte Michael Richter.
| Rolle            | Darsteller         | Synchronsprecher         |
| ---------------- | ------------------ | ------------------------ |
| Les Anderson     | Corey Haim         | Timmo Niesner            |
| Dean             | Corey Feldman      | Sven Hasper              |
| Mercedes Lane    | Heather Graham     | Rebecca Völz             |
| Mrs. Anderson    | Carol Kane         | Monica Bielenstein       |
| Mr. Anderson     | Richard Masur      | Hans-Werner Bussinger    |
| Charles          | Michael Manasseri  | Kai Brückner             |
| Großvater        | Parley Baer        | Arnold Marquis           |
| Natalie Anderson | Nina Siemaszko     | Alexandra Wilcke         |
| Karl             | Grant Heslov       | Mathias Einert           |
| Miss Hellberg    | Helen Hanft        | Christel Merian          |
| Fahrprüfer       | James Avery        | Engelbert von Nordhausen |
| Prüfer           | Grant Goodeve      | Udo Schenk               |
| Paolo            | Michael A. Nickles | Torsten Sense            |
| Rudy             | Christopher Burton | Björn Schalla            |
| Lehrer           | Michael Ensign     | Wolfgang Völz            |